# Гумбатов, Энвер
Энвер Гумбатов (груз. იანვარ უმბატოვი, азерб. Ənvər Hümbətov; 1 января 1950, Алгети, Марнеульский муниципалитет — 4 июля 1993, Абхазия) — грузинский военнослужащий, лейтенант, участник Абхазской войны.

## Биография
Родился 1 января 1950 года в Алгети. Переехал с семьей в Рустави. Окончив с отличием Руставскую среднюю школу № 12, начал работать на Руставском металлургическом заводе, одновременно продолжая обучение на металлургическом факультете Руставского филиала Технического университета Грузии.
За короткий срок его повысили до должности главного механика коксохимического завода.
После окончания учёбы служил в части противоракетной обороны Советской Армии в Польше, а после окончания службы вернулся в Грузию в звании лейтенанта.
После распада СССР в Грузии вспыхнули сепаратистские протесты. В конце 1992 года, после активизации абхазских сепаратистов, Энвер Гумбатов подал заявление в Руставский военный комиссариат и отправился на добровольную военную службу. Воевал в районах, где бои были наиболее напряжёнными — Очамчира, Ткварчели, Лабра и Шрома.
4 июля 1993 года, успешно выполнив боевую задачу, при возвращении попал в засаду и пожертвовал собой ради спасения осаждённой группы из 25-30 человек.
Энверу Гумбатову на момент смерти было 43 года, его похоронили в селе Алгети, где он родился, по завещанию семьи.
Был женат на Фатме Хасиевой, в браке с которой родились дочь Офелия и сын Эмиль.

## Память
30 декабря 1994 года указом президента Грузии Энвер Гумбатов был посмертно награждён орденом Вахтанга Горгасали «за мужество и отвагу на поле боя».
Имя Энвера Гумбатова написано также на мемориальном памятнике, установленном в честь погибших за независимость и территориальную целостность Грузии на «Площади Героев», одной из центральных площадей столицы Грузии Тбилиси.
В книге «Сыны Родины», написанной Давидом Майсурадзе на грузинском языке и посвящённой азербайджано-грузинской дружбе, был упомянут Энвер Гумбатов.
29 декабря 2021 года грузинская гражданская активистка азербайджанского происхождения Самира Байрамова составила петицию о присвоении одной из улиц Марнеули имени Энвера Гумбатова.